# Uvea
Uvea eller Wallis er en ø i Stillehavet, hørende til det franske territorium (collectivité d'outre-mer) Wallis og Futuna.
Øen har et areal på 77,5 km² og en omkreds på ca. 50 km. Bjerget Loka er med sine 131 meter øens højeste punkt. Der er også en håndfuld store søer af vulkansk oprindelse. Nogle af disse søer er næsten fuldkomne cirkler med lodrette kanter som Lano Lalolalo.
Uvea ligger 240 km nordøst for Futuna og Alofi og omgives af 15 mindre øer.
13°18′S 176°12′V / 13.3°S 176.2°V